# Julie Doiron
Julie Doiron (Moncton, New Brunswick, 28 de junio de 1972) es una galardonada cantante y compositora canadiense de herencia acadiana.

## Fondo
Doiron comenzó a tocar la guitarra (después de cambiar a bajo) en Eric's Trip a la edad de dieciocho años, habiéndose unido a la banda ante la insistencia de su novio de entonces, Rick White, también Eric's Trip. Poco antes del descanso de la banda-en 1996, ella lanzó un álbum como Solista bajo el nombre de Broken Girl, que siguió dos últimos 7 "EPS también publicó bajo ese nombre. Todo su material posterior ha sido puesto en libertad bajo su propio nombre. Aunque la mayor parte de su material como solista ha sido escrita e interpretada en Inglés, que también lanzó un álbum de material en idioma francés, Désormais.

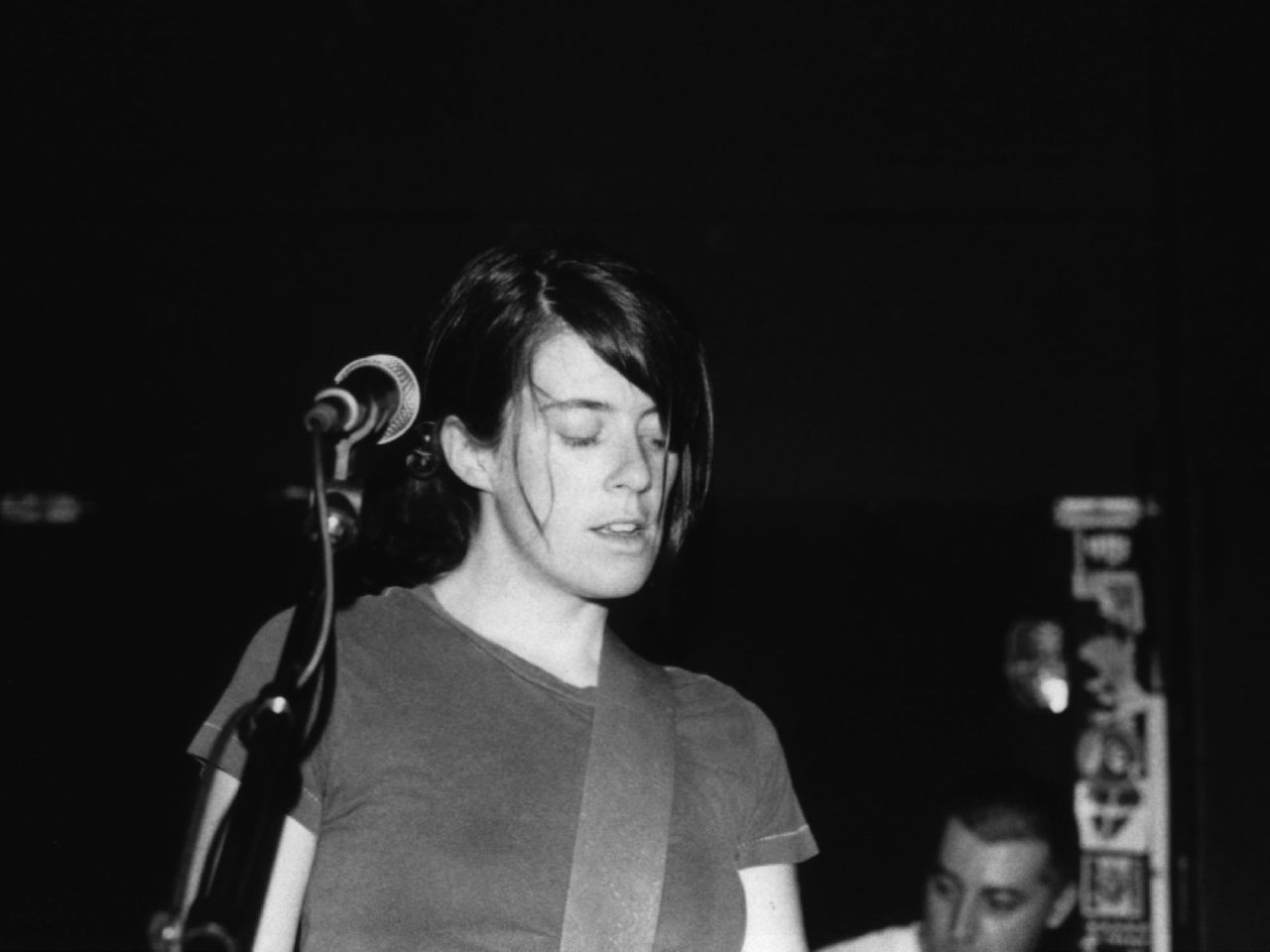
Julie Doiron cantando con Eric's Trip en Saskatoon, 2001

 En 1999, Doiron grabado un álbum con la banda de Ottawa Wooden Stars,que era la primera vez que había trabajado con una banda de Eric's Trip.Ella compartió un Premios Juno por Julie Doiron y the Wooden Stars en marzo de 2000.
Eric's Trip se reunió en 2001, y han desempeñado muestra periódicamente desde entonces. Ella también ha aparecido como músico invitado en discos de The Tragically Hip (2000s Music at Work), Gordon Downie (2001's Coke Machine Glow, 2003's Battle of the Nudes and 2010's The Grand Bounce) y Álbum split co-acreditado al Country alternativo, banda Okkervil Rive y ha colaborado con el músico estadounidense Phil Elvrum en el 2008 Mount Eerie álbum Lost Wisdom. Ella participó con la banda de indie rock Shotgun & Jaybird hasta su fallecimiento en 2007, pero ella y Frederick Squire han continuado como Calm Down It's Monday.
Aparte de su carrera musical, Doiron es una ávida fotógrafa, después de haber publicado un libro de sus fotografías titulada El clan de invierno con letra de Ottawa escritor Ian Roy. A menudo se hace con sus propias fotos de promoción y diseño de la portada, junto con su exmarido, el pintor Jon Claytor. Ambos viven en Toronto, Ontario, con sus tres hijos Ben, Charlotte, y de la Rosa. En varios momentos de su vida, Doiron también ha vivido en Moncton, Montreal y Toronto.
Su álbum Woke Myself Up fue seleccionado para el 2007 Polaris Music Prize.
En 2009, Doiron dijo a un reportero de The Strand, un periódico de la universidad en la Universidad de Toronto que ella y Chad VanGaalen estaban explorando la posibilidad de colaborar en un álbum. Ella apareció en una pista de VanGaalen's EP de Soft Airplane B-sides de ese año, pero no hay noticias aún más que pertenezcan a una colaboración álbum potencial ha sido puesto en libertad.
Durante su gira para apoyar su álbum de 2009 I Can Wonder What You Did with Your Day , El alcalde de Bruno, Saskatchewan proclamó 7 de junio de 2009 como "Día de Julie Doiron". Ella se realizó en el local de todos los ciudadanos centro de arte en ese día.

## Colaboraciones
- Apareció en el 2005 en Herman Dune álbum Not On Top tocando el bajo y en los coros.
- Voces previstas para varias pistas en el álbum 1999 The Moon por The Wooden Stars'.
- Voces que aparecen en Snailhouse's álbum de 2001 The Opposite Is Also True.
- Contribuido en las voces Baby Eagle's 2007 No Blues.
- Voces contribuyeron a Attack in Black's canción "I'm A Rock" on the Autumnal Tour 2008 7".

## Discografía
- Dog Love Part 2 7" (como Broken Girl) (Sappy Records) – 1993
- Nora 7" (como Broken Girl) (Sappy) – 1995
- Broken Girl (Sub Pop, Sappy) – 1996
- Loneliest in the Morning (Sub Pop, Jagjaguwar) – 1997
- Will You Still Love Me? (Tree Records, Sappy) – 1999
- Julie Doiron and the Wooden Stars (Tree, Sappy) – 1999
- Julie Doiron and the Wooden Stars - Who will be the one 7" (plumline) – 1999?
- Désormais (Jagjaguwar, Endearing Records) – 2001
- Heart and Crime (Jagjaguwar, Endearing) – 2002
- Julie Doiron / Okkervil River (CD Split con Okkervil River) (Acuarela) – 2003
- Will You Still Love Me? + Julie Doiron and the Wooden Stars (Japón Edición 2 discos con libreto original de)(P-VINE Record, Japan) – 2003
- Heart and Crime + Désormais (Japón Edición 2 discos con libreto original de)(P-VINE Record, Japan) – 2003
- Goodnight Nobody (Jagjaguwar, Endearing) – 2004
- Woke Myself Up (Jagjaguwar, Endearing) – 2007
- Lost Wisdom (Mount Eerie con Julie Doiron y Frederick Squire) – 2008
- I Can Wonder What You Did with Your Day (Jagjaguwar, Endearing) – 2009
- Daniel, Fred & Julie (con Daniel Romano y Frederick Squire) (You've Changed Records) – 2009
- So Many Days (Aporia) - 2012
- Julie Doiron Canta en Español Vol. 2 (Acuarela) - 2017
- Julie Doiron Canta en Español Vol. 3 (Acuarela) - 2018